# Madjini River
Der Madjini River (auch Akayuma) ist ein Fluss an der Küste im Osten von Dominica im Parish Saint David, im Carib Territory.

## Geographie
Der Madjini River entsteht aus zwei Quellbächen, Ravine Negres Marons und Ravine Cesar, die selbst am Osthang des Morne La Source im Carib Territory entspringen. In nächster Nähe entspringt die Ravine Bois Diable (w) auf der gegenüberliegenden Seite der Wasserscheide. Der Fluss verläuft stetig nach Osten und mündet in der Raymond Bay in den Atlantik. Der Fluss ist ca. 3,2 km lang (mit Quellbächen). Nur wenige Meter südlich seiner Mündung mündet auch die kleine Aratouri Ravine in den Atlantik.
Im Süden grenzt das Einzugsgebiet an dasjenige des Richmond River an und nach Norden das Einzugsgebiet des Kuerek.